# Suor Orsola Benincasa
Az Suor Orsola Benincasa egy kolostoregyüttes Nápolyban, a Via Suor Orsola 10. szám alatt. Alapításának pontos dátuma ismeretlen. Valamikor a 16. század elején épült a világtól visszavonultan élő orsolyita nővérek számára. Az épületegyütteshez tartozik egy kisebb remetelak is, amelyet freskói nyomán Sala degli Angeli-nek (Angyalok terme) neveztek el. A templombelsőt Belisario Corenzio és Pietro Bardellino freskói díszítik. Figyelemre méltó a márványburkolata is. Giuseppe Bonito, Luca Giordano, Francesco de Mura, Jean-Baptiste Camille Corot valamint Bernardo Cavallino alkotásaiból is találunk a templomban emiatt művészeti szempontból az egyik legjelentősebb nápolyi templom. A kolostor épületében ma a Szent Orsolya Egyetemi Intézet működik.

## Külső hivatkozások
- https://web.archive.org/web/20100207192105/http://www.unisob.na.it/